# Besenyőmonostor
Besenyőmonostor (szerbül Бешеновачки Прњавор / Besenovácski Prnyávor / Bešenovački Prnjavor) település Szerbiában, a Vajdaságban, a Szerémségi körzeten, Szávaszentdemeter községben.

## Népessége
- 1948-ban 153 lakosa volt.
- 1953-ban 158 lakosa volt.
- 1961-ben 167 lakosa volt.
- 1971-ben 167 lakosa volt.
- 1981-ben 150 lakosa volt.
- 1991-ben 140 lakosa volt. Ezek között volt: 132 szerb (94,3%), 4 muzulmán, 2 jugoszláv és 2 ismeretlen.
- 2002-ben 145 lakosa volt. Ezek között volt: 137 szerb (94,5%), 2 horvát és 6 ismeretlen.